# Sultanzade Mehmed Paša
Sultanzade Mehmed Paša (1603 – červenec 1646) byl osmanský velkovezír v 17. století. Titul sultanzade znamená potomek sultánky.

## Životopis
Mehmed se narodil v roce 1603. Jeho otcem byl Abdurrahman Bey a dědečkem Rüstem Paša. Jeho matka byla Ayşe Hanımsultan, dcera Cigalazade Yusufa Sinana Paši. 

## Mládí
V roce 1637 byl pověřen funkcí guvernéra Egypta. O tři roky později za vlády sultána Ibrahima se vrátil do Istanbulu a stal se vezírem v osmanském divanu. V roce 1641 se stal guvernérem města Özü (dnešní Očakiv, Ukrajina) a vládl v Azaku (dnešní Azov v Rusku), o který přišel kvůli kozákům a který posléze úspěšně získal zpět. V roce 1643 se stal také guvernérem v Damašku. Jeho úspěch nejspíš spočíval v tom, že ho tajně podporoval tehdejší velkovezír Kemankeş Mustafa Paša. 

## Velkovezír
V roce 1644 nahradil Kemankeşe Mustafu Pašu, který byl obětí palácových intrik, padla na něj četná obvinění a tak byl popraven. Po sesazení minulého velkovezíra bylo potřeba najít nového a jelikož měl nejvíce zkušeností, vyznamenání a navíc byl guvernérem mnoha oblastí, jevil se jako nejvhodnější kandidát právě on. Sultán se ho ptal, proč nikdy neodporoval jeho názorům, na to Mehmed odpověděl Všechny názory sultána jsou hluboké myšlenky, kterým obyčejný člověk nikdy nedokáže rozumět. Nicméně nesouhlasil s válkou proti Benátské republice, ale jeho názory nebyly vyslyšeny a tak brzy začala Krétská válka, která trvala 14 let (1645-1669), a která finančně zasáhla obě válčící strany. 

## Stáří
V roce 1645 ho sultán Ibrahim zbavil funkce. Jeho další misí byl ostrov Kréta, kam byl vyslaán jako vojenský velitel. Na Krétě nedlouho předtím byla zahájena válka. Brzy na to zemřel, nejspíš přirozenou smrtí. 